# Kokunre A. Agbontaen-Eghafona
Kokunre Adetokunbo Agbontaen-Eghafona (* 1. Oktober 1959 in London) ist eine nigerianische Kulturanthropologin.

## Leben
Agbontaen-Eghafona absolvierte an der Universität von Benin in Benin City, Nigeria, ein Bachelor- und Masterstudium in Geschichte. Außerdem erwarb sie einen Master of Science in Archäologie und Anthropologie an der Universität von Ibadan in Ibadan, Nigeria.
Seit 1992 lehrt sie am Fachbereich Soziologie und Anthropologie der Universität Benin. 1996 wurde sie Senior Lecturer, 2003 außerordentliche Professorin und 2008 ordentliche Professorin. Von 2009 bis 2013 war sie Dekanin des Fachbereichs Soziologie und Anthropologie.
Von 2012 bis 2017 engagierte sie sich im Rahmen des Netzwerks für nachhaltige Lösungen der Vereinten Nationen für nachhaltige Entwicklung (Sustainable Development Solutions Network). Sie ist Autorin zahlreicher wissenschaftlicher Veröffentlichungen. Zu ihren aktuellen wissenschaftlichen Aktivitäten gehören Maßnahmen zur Bekämpfung des Menschenhandels in Nigeria.
Papst Franziskus ernannte sie im Juli 2020 zum ordentlichen Mitglied der Päpstlichen Akademie der Sozialwissenschaften.

## Schriften
- Change and continuity in traditional institutions : the Benin example, 1988
- The impluvium-courtyard (Oto-eghodo) in indigenous Benin architecture, 1996
- An assessment of four centuries(15th–19th) of Benin art production in evaluating the role of the craft guild system in Benin polity, 1997
- The use of Benin cultural objects for educational programmes in museums, 2002
- Curatorship of Benin cultural materials : towards integrating indigenous and orthodox methods, 2004
- If the treasures are returned : views on museums and the cultural heritage in Benin City, 2010
- Photographic recordkeeping in Benin : ancient and modern, 2017